# Umbra lui Ender
Umbra lui Ender (1999) (titlu original Ender's Shadow) este un roman science fiction scris de autorul american Orson Scott Card, a cărui acțiune are loc în paralel cu Jocul lui Ender, descriind aceleași evenimente din perspectiva lui Bean, un personaj secundar din romanul original. Cartea a fost intitulată inițial Urchin, dar și-a schimbat titlul în Umbra lui Ender înainte de lansare. Umbra lui Ender a apărut pe lista pentru premiul Locus în 2000.

## Acțiunea romanului
Bean, personajul principal, este un copil fără casă care trăiește pe străzile din Rotterdam, după ce a scăpat dintr-un laborator ilegal de inginerie genetică. Fiind deosebit de inteligent și foarte mic, principalele experiențe ale lui Bean se învârt în jurul nevoii de hrană. El se alătură unui mic grup de copii condus de o fată pe nume Poke și creează un sistem în care toți primesc mâncare la un local. Piedica în acest demers este dată de dependența crescândă de Ahile, care e nemilos, nebun și metodic. Din fericire pentru Bean, mintea lui deosebită, creativitatea și determinarea îl aduc în atenția unei călugărițe, Sora Carlotta, care recrutează copii pentru a lupta împotriva Gândacilor. În timpul antrenamentelor, geniul lui Bean iese la iveală, el dovedindu-se mai inteligent nu doar decât media, ci decât toți copiii de la Școala de Luptă, inclusiv Ender Wiggin. În ciuda inteligenței lui Bean, Ender este ales să saveze omenirea de Gândaci. Datorită geniului său extraordinar, Bean începe să descopere secretele și adevărul despre școală, străduindu-se să înțeleagă ce calitate a lui Ender îi lipsește. Solicitat să întocmească o listă "ipotetică" pentru armata lui Ender, se înscrie pe ea. La început, Ender nu pare să recunoască sclipirile lui Bean, dar timpul dovedește că îl pregătește pe acesta pentru a-l ajuta în problemele tactice, desemnându-l la conducerea unui pluton neortodox care să dejoace planurile celor care au proiectat jocul și să îi împiedice să mai încline balanța în favoarea rivalilor lui Ender.
În întreaga carte, tema principală se învârte în jurul luptei lui Bean împotriva administrației, care pare să dorească înfrângerea lui Ender. În afară de asta, Bean trebuie să facă față reîntâlnirii cu Ahile și cu lupta de a înțelege ce îl face pe Ender uman.
El se împrietenește cu un băiat mai în vârstă, Nikolai Delphiki, atras de Bean datorită similarităților dintre ei. Ulterior se dovedește, prin intermediul cercetărilor făcute de Sora Carlotta, că cei doi băieți sunt de fapt gemeni identici, în afară de îmbunătățirile genetice aduse lui Bean. Se află astfel că savantul Volescu a activat un proces care va determina corpul lui Bean  - inclusiv creierul - să crească fără oprire, ducând la o moarte prematură între cincisprezece și douăzeci și cinci de ani. Sora Carlotta are grijă să rezolve ca Bean să stea cu Nikolai și părinții săi după război.
Narațiunea îl poartă pe cititor prin experiențelei lui Bean la Școala de Luptă și demonstrează cum el, un personaj secundar din Jocul lui Ender, este mult mai important pentru soarta Pământului decât părea inițial. În plus, cartea prezintă prima întâlnire a lui Bean cu Ahile. La sfârșitul cărții, Ender pleacă pe o navă de colonizare și nu se va mai întoarce pe Pământ, în urma unui acord ca nicio țară sau grup de pe planetă să nu îl poată folosi.
Umbra lui Ender este prima carte dintr-o serie care cuprinde Umbra Hegemonului, Umbra marionetelor și Umbra Uriașului.

## BD
Pe 3 decembrie 2008 a fost lansat un BD ediție limitată bazat pe Umbra lui Ender, intitulat Ender's Shadow: Battle School. Acesta a fost scris de Mike Carey și ilustrat de Sebastian Fiumara.

## Premii
Romanul a primit numeroase premii, printre care:
- Bestseller New York Times (Fiction, 1999)[5]
- Alegerea cititorilor pentru SF Site (1999)[5]
- Premiile Alex (2000)[5]
- ALA Cea mai bună carte pentru tineri (2000)[5]
- Premiul Geffen (Cea mai bună traducere science fiction, 2001)[5]
- ALA Cea mai populară ediție paperback pentru tineri (2004)[5]

## Traduceri
- mandarină: "安德的影子" ("Ender's Shadow").
- cehă: "Enderův stín" ("Ender's Shadow").
- ebraică: "הצל של אנדר" ("Ender's Shadow").
- neerlandeză: "Enders Schaduw" ("Ender's Shadow").
- poloneză: "Cień Endera" ("Ender's Shadow").
- spaniolă: "La sombra de Ender" ("Ender's Shadow").
- română: "Umbra lui Ender" ("Ender's Shadow").
- franceză: "La Stratégie de l'Ombre" ("Shadow's Strategy")

## Ediții românești
- 2006 - Umbra lui Ender, ed. Nemira, colecția "Nautilus", traducere Roxana Brînceanu, 512 pag., ISBN 978-973-569-867-6
- 2014 - Umbra lui Ender, ed. Nemira, colecția "Nautilus", traducere Roxana Brînceanu, 504 pag., ISBN 978-606-579-794-9